# Aphodius vitellinus
Aphodius vitellinus es una especie de coleóptero de la familia Scarabaeidae.

## Distribución geográfica
Habita en el paleártico: la Europa mediterránea occidental, Oriente Próximo y la mitad norte de África.